# A Ilustre Casa de Ramires
A Ilustre Casa de Ramires é um romance realista da terceira fase do escritor português Eça de Queirós. Publicado em 1900, representa a sua maturidade intelectual e o apogeu do seu estilo como escritor, onde a crítica corrosiva e a ironia cáustica que haviam marcado a segunda etapa da sua produção – fase de adesão ao naturalismo – cedem lugar a uma postura de maior esperança nos valores humanos e abrem espaço para um certo optimismo.

## Sinopse
A história aparente narra a vida de Gonçalo Mendes Ramires, a sua chegada à política e as tradições familiares portuguesas, mas fica evidente a analogia que Eça faz com a História portuguesa, as suas mudanças políticas e a sua tradição. O administrador Gouveia, uma das personagens,  chega a afirmar, nas últimas linhas da obra, que o seu amigo Gonçalo se parece com Portugal.
Escrita e publicada em meio a instabilidade política da monarquia e sob a humilhação do Ultimato inglês, o autor sugere um retorno ao colonialismo e à aristocracia como saída para Portugal.
A representação proposta por Eça é construída a partir de Gonçalo Mendes Ramires, um fidalgo, morador da pequena Vila Clara que ambiciona participar da política. Quando um amigo de Ramires o convida para publicar um romance nos Annaes da Literatura, vê sua grande chance de ter o nome reconhecido e ingressar finalmente na política. Dessa forma o protagonista de Eça torna-se também ele autor de uma novela, uma novela histórica que se passaria no Século XIII e teria como personagem um ancestral seu, Tructesindo Ramires, fiel cavaleiro do rei D. Sancho I e que se vê envolvido nas lutas entre o rei D. Afonso II e as suas irmãs, depois da morte do Rei, em 1211. Porém, toda a narrativa de Gonçalo não passa de uma versão em prosa, frouxa e mal elaborada de um poema  escrito anos atrás por um tio e publicado num jornal de província. Seus talentos literários não passam da mal dissimulada cópia, como sua estrutura moral não passa de um jogo hábil entre interesse e conveniência social.
A presença destas duas histórias paralelas fazem de Ilustre Casa um romance de formação, ou seja, um romance sobre a arte de escrever. E Eça sugere que a escrita é um trabalho árduo, duro, de muito esforço, pois narra o seu Ramires cansado após horas de produção num gabinete fechado. Ou pressionado pelo editor e sem as páginas concluídas. Esta concepção, tão oposta aos românticos, será no Século XX estudada e aplicada em diversas oficinas literárias.

## As quatro histórias
Eça de Queirós trabalha o seu romance com o paralelismo, ou seja, há mais de um conflito ao mesmo tempo. Vejamos quais são eles a partir de um trecho da obra, em que se encontram:
(História 1) Gonçalo escreve uma novela; motivação da história

(História 2) Desejo de Gonçalo entrar na política –> Eleições para deputado

(História 3) O casamento da irmã e seu romance com Cavalleiro (motivo do ódio por AC)

(História 4) A possibilidade de um casamento com uma rica e bela viúva

“Desde as quatro horas da tarde, no calor e silêncio do domingo de Junho, o Fidalgo da Torre, em chinelos, com uma quinzena de linho envergada sobre a camisa de chita cor-de-rosa, trabalhava. Gonçalo Mendes Ramires (que naquela sua velha aldeia de Santa Ireneia, e na vila vizinha, a asseada e vistosa Vila-Clara, e mesmo na cidade, em Oliveira, todos conheciam pelo "Fidalgo da Torre") trabalhava numa Novela Histórica, A Torre de D. Ramires, destinada ao primeiro número dos Anais de Literatura e de História, revista nova, fundada por José Lúcio Castanheiro, seu antigo camarada de Coimbra, nos tempos do Cenáculo Patriótico, em casa das Severinas.
A livraria, clara e larga, escaiolada de azul, com pesadas estantes de pau-preto onde repousavam no pó e na gravidade das lombadas de carneira, grossos fólios de convento e de foro, respirava para o pomar por duas janelas, uma de peitoril e poiais de pedra almofadados de veludo, (...)”

— A Ilustre Casa de Ramires (1900)

## Estética
Este romance desenrola-se em dois planos que caminham paralelamente. Num tom romântico e idealista faz-se o romance histórico, num tom realista descreve-se a vida da província. É evidente o contraste entre a nobreza dos feitos guerreiros do romance histórico e a mesquinhez e a bisbilhotice da vida da província. O próprio estilo diverge.
Do ponto de vista estilístico, destaca-se a utilização de particípios transformados em advérbios, a recusa do uso de verbos comuns e banais (como dizer, perguntar, responder, etc.), o uso frequente de hipálages, onomatopeias, hipérboles e repetições.
Relativamente ao emprego do adjetivo, é notória a tripla e dupla adjetivação, de modo a proporcionar uma unidade rítmica. É também comum o adjetivo adverbial, excelentemente posicionado.
Para obter efeitos cómicos, Eça emprega epítetos excessivos a respeito de coisas triviais. É também frequente a atribuição de qualidades concretas ao imaterial.
Refira-se, por outro lado, a utilização do discurso indireto livre, tendo sido Eça o primeiro escritor português a utilizá-lo com plena consciência das suas possibilidades estilísticas.
É também extraordinário o aproveitamento das potencialidades sonoras que o escritor faz do vocabulário que emprega.